# Будисава
Будисава (серб. Будисава) — приміське село в Сербії, приналежний до міської общини Нові-Сад Південно-Бацького округу в багатоетнічному, автономному краю Воєводина.

## Населення
Населення села становить 3936 осіб (2002, перепис), з них:
- серби — 2260 — 59,08%;
- мадяри — 1204 — 31,47%;

Решту жителів  — з десяток різних етносів, зокрема: чорногорці, хорвати, словаки і близько сотні русинів-українців,частина з яких вже асимілювалися.